# Szkapolitok
A szkapolitok csoportja a Szilikát ásványokhoz tartozik,  két tagja meionit (Ca4Al6Si6O24CO3) és marialit (Na4Al3Si9O24Cl). Szilvialitot (Ca,Na)4Al6Si6O24(SO4,CO3) is a csoport tagjának tekintik.

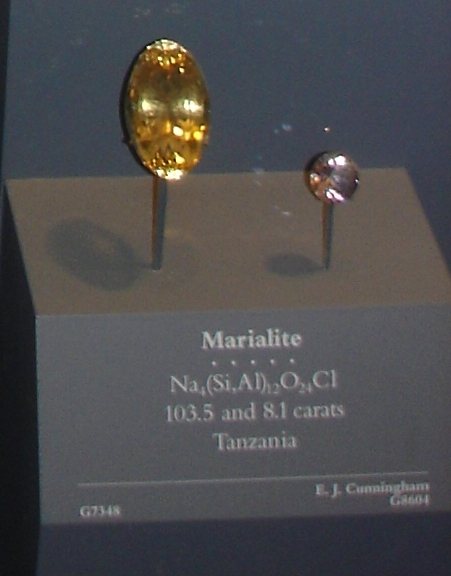
Csiszolt marialit kristályok a Tanzán nemzeti múzeumban.

## Elnevezése
A szkapolit nevének eredete a görög skapos és lithos (rúd/tengely kő) szavakból utalva az ásvány kristályainak alakjára.  José Bonifáció de Andrada e Silva brazil ásványíkutató és államférfi nevezte így el az 1800-as években.
A Norvégiai Brevik környéki vulkanikus lelőhelyen, apatit lerakódásokban talált (a plagioklászoktól elkülöníthető)  nagyobb kristályait wernerit néven nevezik.

## Tulajdonságai
Keménységük 5-6 közötti, sűrűségük 2,5-2,7 körüli. Jellemzően opálos, zavaros  kristályok, víztiszta példányait nevezik mejonit, marialit, mizzonit néven. Puhasága miatt nem tekintik drágakőnek, de ékszerek készítésére felhasználják. Leggyakrabban szemcsés mészkőben, mint kontakt képződmény, szokott megjelenni. Emellett vulkanikus kőzetekben is kialakulhat, a gabbró és diabáz tartalmazhatja. 